# Dialecto castellanés
El dialecto castellanés es un dialecto romance hablado en el norte de Cerdeña, concretamente en Castelsardo, Sedini y Tergu. Es una variedad de transición entre el gallurés y el sasarés estándar. 
Es considerado por Ethnologue, Glottolog y algunos autores como una variedad de sasarés dado que comparte las mismas isoglosas con este último, mientras que otros autores lo consideran una variedad independiente. Aunque se encuentra en el continuo dialectal sardo-corso comparte sus isoglosas con las lenguas romances occidentales y el sardo que lo apartan del grupo italorromance como la sonorización de las oclusivas sordas intervocálicas y otros rasgos.
Tiene una base morfológica y léxica similar al corso mientras que la sintaxis es compartida con el sardo. A nivel fonético ha recibido influencias de la Liguria medieval y más recientemente de Sasarés. Junto a algunos arcaísmos ligures que se remontan al dominio de los Doria, presenta un número importante de palabras sardas-logudorianas. En las aldeas de Multeddu, Pedra Sciolta, Terra Bianca y San Giovanni se habla el "pastorino" (dialecto de los pastores de Castelsardo), que también se encuentra en Tergu y La Ciaccia, un pueblo en el municipio de Valledoria. El castellanés lo hablan unas 5500 personas (casi todas en el municipio de Castelsardo).
La zona castellanés se muestra poco abierta a las innovaciones lingüísticas, como lo demuestra el hecho de que en el pueblo todavía se utilizan muchas palabras y construcciones típicas de la antigua lengua corso-toscana, perdidas en otros lugares.

## Concordancias con otras lenguas o dialectos
El dialecto castellanés presenta notables concordancias con la variante del corso denominada "Taravesu" con la que comparte numerosos fonemas: pronombres personales eddu/edda/eddi, cacuminales sólo para -ll, conservación del grupo -GL, paso del grupo -RN a -RR, mantenimiento de la v intervocálica, desarrollo de vocales latinas cortas en -e/-o. Las características más importantes del castellano se pueden identificar en:
- claridad de pronunciación de los grupos -ghj- y -chj- (agghju, magghju)
- pronunciación de la -v- inicial (vinu, vacca.)
- pronunciación de la característica intervocálica -v- (eva) presente en el corso ("Ajaccino", "Taravesu", etc.)
- preservación de vocales cortas latinas en muchos términos (mushca y non moshca, infriddà y non infreddà), característica que la  sitúa junto a la lengua corsa del sur y Gallura, mientras que en muchos hay un desarrollo singular en y/o como en el norte y  centro-sur y en el citado "taravesu" y los dialectos de la cuenca de Ajaccio:
- cacuminal sólo para -ll-;
- cambio de -ce-, -ci- a -ge-, -gi-: lugi, vogi, pagi;
- modificación -rn → -rr- (forru, carri, corru);
- resultados eddu/edda/eddi;
- variado léxico conservador.

## Historia
El origen de la lengua se remonta aproximadamente al siglo XIII tras la llegada de un gran número de corsos que acabaron representando la mayoría de la población , a los que se sumaron ligures, toscanos y sardos que en conjunto constituían la variada población de la ciudad. recién fundada por los Doria.

## Topónimos
- Sossu (Sorso)
- Codaruina (Valledoria)
- Poltudorra (Porto Torres)
- Zelgu (Tergu)
- Viddaeccia (Viddalba)
- Pelfigga (Perfugas)

## Ejemplos
A continuación se muestran algunos ejemplos de frases en castellanés con la traducción al español.
| Castellanese:        | Español:             |
| -------------------- | -------------------- |
| Eu soggu di Calteddu | Soy de Cagliari      |
| Cosa sei fendi       | ¿Qué estás haciendo? |
| Soggu magnendi       | Estoy comiendo       |
| Chiltu è Mario       | Este es Mario        |

## Ejemplos de textos en castellanés
A continuación se muestra un texto en castellanés con la traducción al español:
Castellanés:

«Soggu naddu in Calteddu e v'agghju passaddu li megli'anni di la mè ghjuivintù. M'ammentu cand'èrami piccinni chi li nosthri mammi ci mandavani da pal noi a fàcci lu bagnu . Tandu la spiagghja era piena di rena, senza scogli né rocchi e si sthaggia ori finz'a candu, biàtti da lu freddu andagiami a vultulacci in chidda rena buddendi da lu soli. Dabboi l'ultima cabucina pà buggacci la rena attaccadda a la pèddi e turravami in casa chi lu soli era ghjà caladdu, a l'ora di cena. Candu fagia bughju à noi piccinni ci mandavani a fà ganci, cù la lugi chi vi vulia pà inniscà l'àmi pà piscà. Ni pigliavami assai e daboi in casa li mittìami drent'a un saccheddu sarraddu in cucina. Un mangianu chi ci n'erami pisaddi chi era sempri bugghju, candu semmu andaddi à piglià lu sacchettu era boiddu é li ganci ghjiràvani pàl tutti li càmmari è v'é vuludda più di mezz'ora pà accuglinnili tutti.»
 I passatempi

Español:

«Nací en Casteddu y allí pasé los mejores años de mi juventud. Recuerdo que cuando éramos niños nuestras madres nos mandaban solos a bañarnos. En aquel entonces la playa estaba llena de arena, sin piedras ni piedras y pasábamos horas en el mar hasta que, morados por el frío, fuimos a revolcarnos en esa arena hirviendo por el sol. Luego la última inmersión para quitarnos la arena pegada a la piel y regresamos a casa cuando el sol ya se había puesto, a la hora de cenar. Cuando oscureció, a los niños nos enviaron a pescar cangrejos, con la luz, que se usaba para cebar los anzuelos para pescar. Los recogíamos en cantidad y luego en casa los metíamos en una bolsa cerrada en la cocina. Una mañana al levantarnos cuando todavía estaba oscuro, cuando fuimos a buscar la bolsa estaba vacía y los cangrejos deambulaban por todas las habitaciones y tardamos más de media hora en recogerlos todos.»
 I passatempi